# Hawes Water
Hawes Water är en sjö i Storbritannien.   Den ligger i grevskapet Cumbria och riksdelen England, i den centrala delen av landet, 400 km nordväst om huvudstaden London. Hawes Water ligger 242 meter över havet. Arean är 3,2 kvadratkilometer. Trakten runt Hawes Water består i huvudsak av gräsmarker. Den sträcker sig 5,2 kilometer i nord-sydlig riktning, och 3,5 kilometer i öst-västlig riktning.